# غريفيني
أوجانْيُو غْرِيفِّيني ( 1296 - 1343ه‍ / 1886 - 1925 م ) هو مستشرق إيطالي.
له تآليف منها «التحفة اللوبية في اللغة العامية الطرابلسية»، معجم لمفردات من اللغة الإيطالية وما يقابلها من اللغة العامية في طرابلس الغرب.